# 山口修 (ギタリスト)
山口 修（やまぐち おさむ）は、日本のギタリスト。国際的なギターコンクールで優勝・受賞歴がある。

## 経歴・人物
長崎県長崎市出身。小学生の頃に不登校の時期があったが、10歳のときにギターと出会い、ギターと会話をするように練習する中で人と話すことも好きになり、学校に戻ることができたという。中学生のときに九州ギター音楽コンクールで優勝、長崎東高校在学中に第14回日本ギターコンクールで第2位に入賞した。ギターを中心とするグループ・サウンズやビートルズが音楽シーンを席巻する中で、自らもギタリストとして活動したいと思うようになり、スペイン給費留学生として渡欧し、数多くのコンクールに参加。アルル国際音楽祭（フランス）で最優秀賞を受賞したほか、ラミレス国際ギターコンクール（スペイン）とアレッサンドリア国際ギターコンクール（イタリア）でいずれも日本人として初めて第1位を獲得した。
その後も国内外を問わず各地で活動し、イタリア合奏団・九州交響楽団をはじめとして多くの合奏団・オーケストラと共演。日本フィルハーモニー交響楽団とも国内外約80公演でソリストとして共演した。現在は九州、特に長崎を拠点として活動している。平成音楽大学講師も務めている。
このほか長崎市市政功労者表彰、長崎県地域文化特別賞（1995年）、長崎県民表彰特別賞（1998年）などを受賞した。

## 受賞歴
- フランス・アルル国際音楽祭最優秀賞
- スペイン・ラミレス国際ギターコンクール第1位（日本人初）
- イタリア・アレッサンドリア国際ギターコンクール第1位（日本人初）
- ベネズエラ・A・ディアス国際ギターコンクール第2位

## 関連人物
- 山下亨 - ギタリスト、山下和仁の父
- 小船幸次郎 - 作曲家・指揮者
- 山口進 - 昆虫植物写真家・実兄[6]

## メディア出演
- 日曜音楽館（エフエム長崎）